# Canoparmelia salacinifera
Canoparmelia salacinifera är en lavart som först beskrevs av Hale, och fick sitt nu gällande namn av Elix & Hale. Canoparmelia salacinifera ingår i släktet Canoparmelia och familjen Parmeliaceae.   Inga underarter finns listade i Catalogue of Life.